# یواس‌اس ال‌اس‌تی-۵۴۹
یواس‌اس ال‌اس‌تی-۵۴۹ (به انگلیسی: USS LST-549) یک کشتی بود که طول آن ۳۲۸ فوت (۱۰۰ متر) بود. این کشتی در سال ۱۹۴۴ ساخته شد.